# Parakh
Pour plus de détails, voir Fiche technique et Distribution.
Parakh est un film indien en hindi réalisé par Bimal Roy, sorti en 1960, avec Sadhana et l'acteur bengali Vasant Choudhury (en). Le scénario est du compositeur Salil Choudhury (en) et porte un regard satirique sur la démocratie indienne des premières années. La musique du film est de Salil Choudhury, et comporte le succès de Lata Mangeshkar, O Sajana Barkha Bahaar Aai.

## Distribution
- Sadhana : Seema (comme Sadhana Shivdasani)
- Durga Khote : la mère de J.C. Roy (Rani Ma)
- Leela Chitnis : Mrs. Nivaran
- Sheela Rao :
- Praveen Paul (comme Ruby Paul)
- Mumtaz Begum : Mrs. Tandav Tarafdar
- Sarita Devi :
- Mehar Banu (comme Meharbanoo)
- Nishi :
- Vasant Choudhury : Prof. Rajat Sen Sharma (comme Vasant Chowdhury)
- Nasir Hussain : le receveur des postes Nivaran (comme Nazir Hussein)
- Kanhaiyalal Chaturvedi : Pandit Tarkalankarji (comme Kanhaialal)
- Jayant : Rai Bahadur Tandav Tarafdar
- Rashid Khan : le docteur du village
- Asit Kumar Sen : Bhanju Babu (comme Asit Sen)
- Paul Mahendra :
- Motilal : Haradhan / Sir Jagdish Chandra Roy
- Hari Shivdasani : le principal de l'école
- Vikram Kapoor : (comme Bikram Kapoor)
- Moni Chatterjee : Kaviraj (Vaidji)
- Keshto Mukherjee : Keshto (The Compounder)
- Rajan Verma : (comme Raj Verma)
- Shivji Bhai : (comme Sheojibhai)
- Lalit Rai : (comme Lalit)
- Aytoda :
- Sachin Shankar :
- Master Anwar :
- Santosh Kumar :
- Akashdeep : (comme Akash Deep)
- Sharma :
- Shankar :
- Arun :
- Sudarshan : (comme Sudershan)
- Radheshyam : (comme Radhesam)

## Récompenses
- 1961 : Filmfare Award du meilleur réalisateur